# Jan Aleksander Kublicki
Jan Aleksander Kublicki herbu Ostoja (zm. 1684) – podsędek połocki w latach 1677–1684, pisarz grodzki połocki w latach 1667–1677.
Był elektorem Michała Korybuta Wiśniowieckiego z województwa połockiego w 1669 roku. Był elektorem Jana III Sobieskiego z województwa połockiego w 1674 roku. 